# Општина Јаутепек (Морелос)
Јаутепек (шп. Yautepec) општина је у Мексику у савезној држави Морелос. Општина се налази на надморској висини од 1210 м.

## Становништво
Према подацима из 2010. у општини је живело 97827 становника.

### Хронологија
| Година       | 2000                  | 2005                  | 2010                  |
| ------------ | --------------------- | --------------------- | --------------------- |
| Становништво | 84405 (41000 / 43405) | 84513 (40871 / 43642) | 97827 (47581 / 50246) |

### Попис
| \| \| м \| \| \| ж \| \| 0—2 \| 2.799 \| \| \| 2.630 \| \| 3—5 \| 2.858 \| \| \| 2.877 \| \| 6—11 \| 6.104 \| \| \| 5.622 \| \| 12—14 \| 2.868 \| \| \| 2.826 \| \| 15—17 \| 3.015 \| \| \| 3.064 \| \| 18—24 \| 6.068 \| \| \| 6.136 \| \| 60+ \| 4.654 \| \| \| 5.017 \| \| Просек : \| 28,7 \| \| \| 29,9 \| |       |  |  |       |
| |       |  |  |       |
| | м     |  |  | ж     |
| 0—2 | 2.799 |  |  | 2.630 |
| 3—5 | 2.858 |  |  | 2.877 |
| 6—11 | 6.104 |  |  | 5.622 |
| 12—14 | 2.868 |  |  | 2.826 |
| 15—17 | 3.015 |  |  | 3.064 |
| 18—24 | 6.068 |  |  | 6.136 |
| 60+ | 4.654 |  |  | 5.017 |
| Просек : | 28,7  |  |  | 29,9  |

| #   | Индикатор                                                                                        | Вредност |
| --- | ------------------------------------------------------------------------------------------------ | -------- |
| 1   | Становништво од 0 до 2 године                                                                    | 5429     |
| 2   | Мушко становништво од 0 до 2 године                                                              | 2799     |
| 3   | Женско становништво од 0 до 2 године                                                             | 2630     |
| 4   | Становништво са 3 и више година                                                                  | 91809    |
| 5   | Мушко становништво са 3 и више година                                                            | 44486    |
| 6   | Женско становништво са 3 и више година                                                           | 47323    |
| 7   | Становништво са 5 и више година                                                                  | 88021    |
| 8   | Мушко становништво са 5 и више година                                                            | 42573    |
| 9   | Женско становништво са 5 и више година                                                           | 45448    |
| 10  | Становништво са 12 и више година                                                                 | 74348    |
| 11  | Мушко становништво са 12 и више година                                                           | 35524    |
| 12  | Женско становништво са 12 и више година                                                          | 38824    |
| 13  | Становништво са 15 и више година                                                                 | 68654    |
| 14  | Мушко становништво са 15 и више година                                                           | 32656    |
| 15  | Женско становништво са 15 и више година                                                          | 35998    |
| 16  | Становништво са 18 и више година                                                                 | 62575    |
| 17  | Мушко становништво са 18 и више година                                                           | 29641    |
| 18  | Женско становништво са 18 и више година                                                          | 32934    |
| 19  | Становништво од 3 до 5 година                                                                    | 5735     |
| 20  | Мушко становништво од 3 до 5 година                                                              | 2858     |
| 21  | Женско становништво од 3 до 5 година                                                             | 2877     |
| 22  | Становништво од 6 до 11 година                                                                   | 11726    |
| 23  | Мушко становништво од 6 до 11 година                                                             | 6104     |
| 24  | Женско становништво од 6 до 11 година                                                            | 5622     |
| 25  | Становништво од 8 до 14 година                                                                   | 13532    |
| 26  | Мушко становништво од 8 до 14 година                                                             | 6932     |
| 27  | Женско становништво од 8 до 14 година                                                            | 6600     |
| 28  | Становништво од 12 до 14 година                                                                  | 5694     |
| 29  | Мушко становништво од 12 до 14 година                                                            | 2868     |
| 30  | Женско становништво од 12 до 14 година                                                           | 2826     |
| 31  | Становништво од 15 до 17 година                                                                  | 6079     |
| 32  | Мушко становништво од 15 до 17 година                                                            | 3015     |
| 33  | Женско становништво од 15 до 17 година                                                           | 3064     |
| 34  | Становништво од 18 до 24 године                                                                  | 12204    |
| 35  | Мушко становништво од 18 до 24 године                                                            | 6068     |
| 36  | Женско становништво од 18 до 24 године                                                           | 6136     |
| 37  | Женско становништво од 15 до 49 година                                                           | 26540    |
| 38  | Становништво са 60 и више година                                                                 | 9671     |
| 39  | Мушко становништво са 60 и више година                                                           | 4654     |
| 40  | Женско становништво са 60 и више година                                                          | 5017     |
| 41  | Однос између мушкараца и жена                                                                    | 94.7     |
| 42  | Становништво од нуле до 14 година                                                                | 28584    |
| 43  | Становништво од 15 до 64 године                                                                  | 61867    |
| 44  | Становништво од 65 година и више                                                                 | 6787     |
| 45  | Просечан број деце                                                                               | 2.39     |
| 46  | Становништво рођено у ентитету                                                                   | 68127    |
| 47  | Мушко становништво рођено у ентитету                                                             | 33472    |
| 48  | Женско становништво рођено у ентитету                                                            | 34655    |
| 49  | Становништво рођено у другом ентитету                                                            | 28111    |
| 50  | Мушко становништво рођено у другом ентитету                                                      | 13313    |
| 51  | Женско становништво рођено у другом ентитету                                                     | 14798    |
| 52  | Становништво од 5 година и више резидентно у ентитету у јуну 2005. године                        | 81863    |
| 53  | Мушко становништво старосног доба од 5 година и више, резидентно у ентитету у јуну 2005. године  | 39316    |
| 54  | Женско становништво старосног доба од 5 и више година, резидентно у ентитету у јуну 2005. године | 42547    |
| 55  | Становништво од 5 година и више које је живело у другом ентитету у јуну 2005. године             | 4563     |
| 56  | Мушко становништво старије од 5 година које је живело у другом ентитету у јуну 2005. године      | 2244     |
| 57  | Женско становништво старије од 5 година које је живело у другом ентитету у јуну 2005. године     | 2319     |
| 58  | Становништво од 3 године и више које говори аутохтони језик                                      | 1278     |
| 59  | Мушко становништво старо 3 године и више које говори аутохтони језик                             | 640      |
| 60  | Женско становништво старо 3 године и више које говори аутохтони језик                            | 638      |
| 61  | Становништво од 3 године и више које говори аутохтони језик и не говори шпански језик            | 120      |
| 62  | Мушко становништво старо 3 године и више које говори аутохтони језик и не говори шпански         | 48       |
| 63  | Женско становништво старо 3 године и више које говори аутохтони језик и не говори шпански језик  | 72       |
| 64  | Становништво старо 3 године и више које говори аутохтони језик и шпански                         | 1007     |
| 65  | Мушко становништво старо 3 године и више које говори аутохтони језик и шпански                   | 508      |
| 66  | Женско становништво старо 3 године и више које говори аутохтони језик и шпански                  | 499      |
| 67  | Становништво од 5 година и више које говори аутохтони језик                                      | 1244     |
| 68  | Становништво од 5 година и више које говори аутохтони језик и не говори шпански језик            | 99       |
| 69  | Становништво од 5 година и више које говори аутохтони језик и говори шпански језик               | 997      |
| 70  | Становништво у домородачким домаћинствима                                                        | 2683     |
| 71  | Становништво са ограничењима у активностима                                                      | 4348     |
| 72  | Становништво са ограниченим ходањем или кретањем, горе или доле                                  | 2600     |
| 73  | Становници са ограничењима вида, чак и уз кориштење сочива                                       | 1127     |
| 74  | Становништво са ограничењима говора, комуникације или конверзације                               | 455      |
| 75  | Становништво са ограниченим слухом                                                               | 544      |
| 76  | Становништво са ограничењима при одевању, купању или јелу                                        | 263      |
| 77  | Становништво са ограничењима у опажању или учењу једноставних ствари                             | 208      |
| 78  | Становништво са менталним ограничењима                                                           | 365      |
| 79  | Становништво без ограничења активности                                                           | 92462    |
| 80  | Становништво од 3 до 5 година које не похађа школу                                               | 3176     |
| 81  | Мушко становништво од 3 до 5 година које не похађа школу                                         | 1617     |
| 82  | Женско становништво од 3 до 5 година које не похађа школу                                        | 1559     |
| 83  | Становништво од 6 до 11 година које не похађа школу                                              | 478      |
| 84  | Мушко становништво од 6 до 11 година које не похађа школу                                        | 278      |
| 85  | Женско становништво од 6 до 11 година које не похађа школу                                       | 200      |
| 86  | Становништво од 12 до 14 година које не похађа школу                                             | 594      |
| 87  | Мушко становништво од 12 до 14 година које не похађа школу                                       | 338      |
| 88  | Женско становништво од 12 до 14 година које не похађа школу                                      | 256      |
| 89  | Становништво од 15 до 17 година похађа школу                                                     | 3749     |
| 90  | Мушко становништво од 15 до 17 година похађа школу                                               | 1798     |
| 91  | Женско становништво између 15 и 17 година живота у школи                                         | 1951     |
| 92  | Становништво од 18 до 24 године похађа школу                                                     | 2845     |
| 93  | Мушко становништво од 18 до 24 године похађа школу                                               | 1396     |
| 94  | Женско становништво од 18 до 24 године похађа школу                                              | 1449     |
| 95  | Становништво од 8 до 14 година које не може да чита и пише                                       | 429      |
| 96  | Мушко становништво старосног доба од 8 до 14 година које не може да чита и пише                  | 259      |
| 97  | Женско становништво старосног доби од 8 до 14 година које не може да чита и пише                 | 170      |
| 98  | Становништво од 15 година и више које је неписмено                                               | 4458     |
| 99  | Мушко становништво од 15 година и више које је неписмено                                         | 1757     |
| 100 | Женско становништво од 15 година и више које је неписмено                                        | 2701     |
| 101 | Становништво старо 15 и више година без школовања                                                | 5280     |
| 102 | Мушко становништво старо 15 и више година без школовања                                          | 2251     |
| 103 | Женско становништво старо 15 и више година без школовања                                         | 3029     |
| 104 | Становништво старосног доба 15 и више година са непотпуним основним образовањем                  | 7225     |
| 105 | Мушко становништво старосног доба од 15 година и више са непотпуном основним образовањем         | 3381     |
| 106 | Женско становништво старосног доба 15 и више година са непотпуном основним образовањем           | 3844     |
| 107 | Становништво старо 15 и више година са комплетним основним образовањем                           | 10642    |
| 108 | Мушко становништво старо 15 година и више са комплетним основним образовањем                     | 5126     |
| 109 | Женско становништво старо 15 и више година са комплетним основним образовањем                    | 5516     |
| 110 | Становништво старосног доба 15 и више година са непотпуним средњим образовањем                   | 4119     |
| 111 | Мушко становништво старосног доба од 15 година и више са непотпуним средњим образовањем          | 2185     |
| 112 | Женско становништво старосног доба од 15 година и више са непотпуним средњим образовањем         | 1934     |
| 113 | Становништво старо 15 и више година са пуним секундарном образовањем                             | 18125    |
| 114 | Мушко становништво старосног доба од 15 година и више са пуним секундарном образовањем           | 8825     |
| 115 | Женско становништво старосног доба од 15 година и више са пуним секундарном образовањем          | 9300     |
| 116 | Становништво старије од 18 година са постосновним образовањем                                    | 21161    |
| 117 | Мушко становништво старије од 18 година са постосновним образовањем                              | 10041    |
| 118 | Женско становништво старије од 18 година са постосновним образовањем                             | 11120    |
| 119 | Просечна оцена школовања                                                                         | 8.48     |
| 120 | Просечан ниво образовања мушке популације                                                        | 8.55     |
| 121 | Просечан ниво образовања женског становништва                                                    | 8.4      |
| 122 | Економски активно становништво                                                                   | 41096    |
| 123 | Економски активна мушка популација                                                               | 26447    |
| 124 | Економски активна женска популација                                                              | 14649    |
| 125 | Становништво које није економски активно                                                         | 32895    |
| 126 | Мушко становништво које није економски активно                                                   | 8853     |
| 127 | Женско становништво које није економски активно                                                  | 24042    |
| 128 | Запослено становништво                                                                           | 39092    |
| 129 | Запослено мушко становништво                                                                     | 24865    |
| 130 | Запослено женско становништво                                                                    | 14227    |
| 131 | Незапослена популација                                                                           | 2004     |
| 132 | Незапослена мушка популација                                                                     | 1582     |
| 133 | Незапослена женска популација                                                                    | 422      |
| 134 | Становништво без права на здравствене услуге                                                     | 33074    |
| 135 | Становништво које има право на здравствене услуге                                                | 63991    |
| 136 | Становништво које има право на ИМСС                                                              | 23904    |
| 137 | Становништво које има право на социјално осигурање                                               | 5642     |
| 138 | Становништво које има право на државно социјално осигурање                                       | 267      |
| 139 | Становништво које има право на опште осигурање или здравствено осигурање за нову генерацију      | 32933    |
| 140 | Становништво које је било једном или није било у браку током 12 година и више                    | 24196    |
| 141 | Венчано или уједињено становништво од 12 година и више                                           | 41512    |
| 142 | Становништво које је било у браку или уједињено 12 година и више                                 | 8509     |
| 143 | Становништво са католичком религијом                                                             | 73410    |
| 144 | Протестанти, еванђелисти и библијски следбеници различити од еванђелиста                         | 13864    |
| 145 | Становништво са другим религијама различитим од претходних                                       | 140      |
| 146 | Становништво без религије                                                                        | 8468     |
| 147 | Укупно пописаних домаћинства                                                                     | 25634    |
| 148 | Пописна домаћинства на челу са мушкарцима                                                        | 18408    |
| 149 | Пописна домаћинства на челу са женама                                                            | 7226     |
| 150 | Становништво у пописним домаћинствима                                                            | 97196    |
| 151 | Становништво у пописним домаћинствима на челу са мушкарцима                                      | 72683    |
| 152 | Становништво у пописним домаћинствима на челу са женама                                          | 24513    |
| 153 | Укупно домаћинстава                                                                              | 41093    |
| 154 | Укупно насељених домаћинстава                                                                    | 25832    |
| 155 | Укупно приватних кућа                                                                            | 40895    |
| 156 | Насељени приватни домови                                                                         | 25634    |
| 157 | Укупно насељених приватних кућа                                                                  | 25824    |
| 158 | Ненасељене приватне куће                                                                         | 6688     |
| 159 | Појединачна домаћинства за привремену употребу                                                   | 8573     |
| 160 | Становници у насељеним приватним кућама                                                          | 97196    |
| 161 | Насељеност станара у приватним становима                                                         | 3.79     |
| 162 | Просечно становника по соби у приватним насељеним домаћинствима                                  | 1.11     |
| 163 | Појединачна домаћинства са подовима од различитих материјала од земље                            | 23368    |
| 164 | Појединачна домаћинства у приземљу                                                               | 2157     |
| 165 | Појединачна домаћинства са једном спаваћом собом                                                 | 10233    |
| 166 | Појединачна домаћинства са две спаваће собе и више                                               | 15323    |
| 167 | Појединачна домаћинства са једним собом                                                          | 2740     |
| 168 | Појединачна домаћинства са две собе                                                              | 5340     |
| 169 | Појединачна домаћинства са 3 собе и више                                                         | 17447    |
| 170 | Појединачна домаћинства која имају електрично светло                                             | 25173    |
| 171 | Појединачна домаћинства која немају електрично светло                                            | 381      |
| 172 | Појединачна домаћинства која имају водоводну воду у стамбеном простору                           | 21649    |
| 173 | Појединачна домаћинства која немају водоводну воду у стамбеном простору                          | 3876     |
| 174 | Појединачна домаћинства која имају тоалет                                                        | 24782    |
| 175 | Појединачна домаћинства која имају канализацију                                                  | 24568    |
| 176 | Појединачна домаћинства која немају канализацију                                                 | 914      |
| 177 | Појединачна домаћинства која имају електрично светло, довод воде из јавне мреже и канализацију   | 21246    |
| 178 | Појединачна домаћинства без икаквих услова                                                       | 381      |
| 179 | Појединачна домаћинства која имају радио                                                         | 20379    |
| 180 | Појединачна домаћинства која имају телевизор                                                     | 24290    |
| 181 | Појединачна домаћинства која имају фрижидер                                                      | 22171    |
| 182 | Појединачна домаћинства која имају машину за веш                                                 | 15611    |
| 183 | Појединачна домаћинства која имају аутомобил или комби                                           | 9687     |
| 184 | Појединачна домаћинства која имају рачунар                                                       | 6022     |
| 185 | Појединачна домаћинства која имају фиксну телефонску линију                                      | 12543    |
| 186 | Појединачна домаћинства која имају мобилни телефон                                               | 16633    |
| 187 | Појединачна домаћинства која имају приступ интернету                                             | 4320     |